# Trino
Trino é uma comuna italiana da região do Piemonte, província de Vercelli, com cerca de 7.604 habitantes. Estende-se por uma área de 70 km², tendo uma densidade populacional de 109 hab/km². Faz fronteira com Bianzè, Camino (AL), Costanzana, Fontanetto Po, Livorno Ferraris, Morano sul Po (AL), Palazzolo Vercellese, Ronsecco, Tricerro.

## Demografia
| Variação demográfica do município entre 1861 e 2011                               |
|                                                                                   |
| Fonte: Istituto Nazionale di Statistica (ISTAT) - Elaboração gráfica da Wikipedia |